# Гавлова, Дагмар

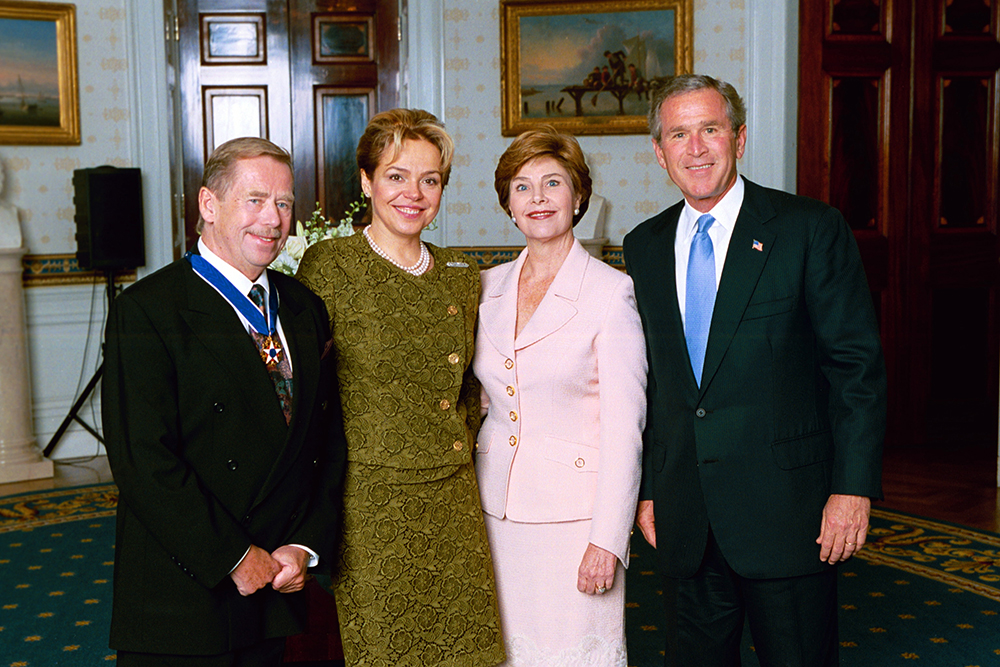
Вацлав Гавел с супругой и президент США Джордж Буш с женой. 2003

Дагмар Гавлова урождённая Вешкрнова (чеш. Dagmar Havlová; 22 марта 1953, Брно) — Первая леди Чехии (4 января 1997 г. — 2 февраля 2003), жена президента Чехии Вацлава Гавела, актриса
 театра, кино и телевидения.

## Биография
Дочь музыканта и композитора. В 1971 г. окончила консерваторию в Брно. В 1975 г. — Академию музыкальных искусств имени Яначека, получила степень магистра искусств.
Выступала в театре Divadlo Husa na provázku в Брно, пражских театрах: Иржи Волкера, Semafor и Театре на Виноградах.
Снимается в кино и на телевидении. На её счету более 50 киноролей и около 200 на телевидении.
Была в числе подписавших Антихартию. Активно участвует в борьбе с расовой нетерпимостью и дискриминацией, регулярно спонсирует культурные и медицинские проекты.
Награждена Орденом Улыбки.

## Избранная фильмография
- 1976 – Тридцать случаев майора Земана – Юлия Форманова
- 1977  – Больница на окраине города – Кабичкова
- 1982 – Вампир от Ферата – Мима Барова, медсестра и начинающая гонщица
- 1983 – Гости (телесериал) – Алис Бернауова, мать Адама
- 1986 – Осьминожки со второго этажа
- 1990 – Нормальный – Мари Кюртен